# تولو (کنتاکی)
تولو (به انگلیسی: Tolu) یک منطقهٔ مسکونی در ایالات متحده آمریکا است که در شهرستان کریتندن، کنتاکی واقع شده‌است. تولو ۰٫۹ کیلومتر مربع مساحت و ۸۸ نفر جمعیت دارد و ۱۱۴٫۹۱ متر بالاتر از سطح دریا واقع شده‌است.